# Zweden op het Eurovisiesongfestival 2006
Zweden nam deel aan het Eurovisiesongfestival 2006 in Athene, Griekenland. Het was de 46ste deelname van het land op het Eurovisiesongfestival. De selectie verliep via het jaarlijkse Melodifestivalen, waarvan de finale plaatsvond op 18 maart 2006. SVT was verantwoordelijk voor de Zweedse bijdrage voor de editie van 2006.

## Selectieprocedure
Melodifestivalen 2006 was de 45ste editie van Melodifestivalen en vond plaats van 3 februari 2007 tot 10 maart 2007. De winnaar ging met een ticket naar Athene aan de haal voor het Eurovisiesongfestival 2006.
Er werden 3310 liedjes ingestuurd, een nieuw record. Carola nam voor de vierde keer deel aan de liedjeswedstrijd en won nu voor de derde maal. In Athene koos ze voor de Engelstalige versie van Invincible en sleepte er een puike vijfde plaats mee in de wacht.

### Eerste halve finale
| Nr. | Artiest              | Liedje                          | Televotes | Televotes | Plaats |
| Nr. | Artiest              | Liedje                          | Ronde 1   | Ronde 2   | Plaats |
| --- | -------------------- | ------------------------------- | --------- | --------- | ------ |
| 1   | Simone Moreno        | Aiayeh (The Music of the Samba) | 6 688     | N/A       | 8      |
| 2   | Electric Banana Band | Kameleont                       | 32 192    | 29 037    | 4      |
| 3   | Anna Sahlene         | This Woman                      | 22 078    | 25 954    | 5      |
| 4   | Magnus Bäcklund      | The Name of Love                | 39 442    | 45 561    | 3      |
| 5   | Linda Bengtzing      | Jag ljuger så bra               | 49 506    | 56 658    | 2      |
| 6   | Pandang              | Kuddkrig                        | 16 611    | N/A       | 6      |
| 7   | Hannah Graaf         | Naughty Boy                     | 14 230    | N/A       | 7      |
| 8   | Andreas Johnson      | Sing for me                     | 56 354    | 61 323    | 1      |

### Tweede halve finale
| Nr. | Artiest          | Liedje                     | Televotes | Televotes | Plaats |
| Nr. | Artiest          | Liedje                     | Ronde 1   | Ronde 2   | Plaats |
| --- | ---------------- | -------------------------- | --------- | --------- | ------ |
| 1   | Magnus Carlsson  | Lev livet!                 | 31 115    | 49610     | 1      |
| 2   | The Elephantz    | Oh Yeah                    | 7 856     | N/A       | 8      |
| 3   | Sonja Aldén      | Etymon                     | 16 541    | 17 299    | 5      |
| 4   | Östen med Resten | Ge mig en kaka till kaffet | 13 617    | N/A       | 6      |
| 5   | Pablo Cepelda    | La chica dela copa         | 12 630    | N/A       | 7      |
| 6   | Kikki Danielsson | Idag och imorgon           | 35 792    | 35 753    | 2      |
| 7   | Niclas Wahlgren  | En droppe regn             | 17 600    | 23 339    | 3      |
| 8   | Velvet           | Mi amore                   | 21 496    | 22 627    | 4      |

### Derde halve finale
| Nr. | Artiest               | Liedje                        | Televotes | Televotes | Plaats |
| Nr. | Artiest               | Liedje                        | Ronde 1   | Ronde 2   | Plaats |
| --- | --------------------- | ----------------------------- | --------- | --------- | ------ |
| 1   | Bodies Without Organs | Temple Of Love                | 38 733    | 53 820    | 2      |
| 2   | Jessica Folcker       | When Love's Comin' Back Again | 14 725    | N/A       | 7      |
| 3   | Jessica Andersson     | Kalla nätter                  | 17 873    | 26 247    | 5      |
| 4   | The Poodles           | Night Of Passion              | 45 927    | 56 242    | 1      |
| 5   | Gregor                | Mi amor                       | 6 801     | N/A       | 8      |
| 6   | Elysion               | Golden Star                   | 27 241    | 31 864    | 4      |
| 7   | Patrik Isaksson       | Faller du så faller jag       | 22 985    | 33 080    | 3      |
| 8   | Kayo Shekoni          | Innan natten är över          | 17 770    | N/A       | 6      |

### Vierde halve finale
| Nr. | Artiest                        | Liedje                  | Televotes | Televotes | Plaats |
| Nr. | Artiest                        | Liedje                  | Ronde 1   | Ronde 2   | Plaats |
| --- | ------------------------------ | ----------------------- | --------- | --------- | ------ |
| 1   | Roger Pontare                  | Silverland              | 29 939    | 37 645    | 4      |
| 2   | Laila Adele                    | Don't Try To Stop Me    | 17 851    | N/A       | 7      |
| 3   | Günther and the Sunshine Girls | Like Fire Tonight       | 20 767    | N/A       | 6      |
| 4   | Sandra Dahlberg                | Jag tar det jag vill ha | 26 462    | 34 769    | 5      |
| 5   | Evan                           | Under Your Spell        | 13 600    | N/A       | 8      |
| 6   | Rednex                         | Mama Take Me Home       | 37 104    | 50 418    | 3      |
| 7   | Björn Kjellman                 | Älskar du livet         | 40 574    | 53 000    | 2      |
| 8   | Carola Häggkvist               | Evighet                 | 139 952   | 151 021   | 1      |

### Tweedekansronde
| Nr. | Artiest              | Liedje                  | Televotes | Televotes | Plaats |
| Nr. | Artiest              | Liedje                  | Ronde 1   | Ronde 2   | Plaats |
| --- | -------------------- | ----------------------- | --------- | --------- | ------ |
| 1   | Electric Banana Band | Kameleont               | 14 961    | N/A       | 6      |
| 2   | Magnus Bäcklund      | The Name of Love        | 35 823    | 53 582    | 2      |
| 3   | Niclas Wahlgren      | En droppe regn          | 10 584    | N/A       | 8      |
| 4   | Velvet               | Mi amore                | 12 076    | N/A       | 7      |
| 5   | Elysion              | Golden Star             | 25 947    | 33 583    | 5      |
| 6   | Patrik Isaksson      | Faller du så faller jag | 36 613    | 51 270 3  |        |
| 7   | Roger Pontare        | Silverland              | 36 180    | 45 188    | 4      |
| 8   | Rednex               | Mama Take Me Home       | 53 635    | 68 670    | 1      |

## Finale
| Nr. | Artiest          | Liedje            | Tekst/muziek                                                     | Rooster | Rooster | Plaats | Opmerking |
| Nr. | Artiest          | Liedje            | Tekst/muziek                                                     | Ronde 1 | Ronde 2 | Plaats | Opmerking |
| --- | ---------------- | ----------------- | ---------------------------------------------------------------- | ------- | ------- | ------ | --------- |
| 1   | Andreas Johnson  | Sing for me       | Andreas Johnson, Peter Kvint                                     | 112     | 88      | 200    | 3de       |
| 2   | Björn Kjellman   | Älskar du livet   | Calle Kindbom, Dan Fernström                                     | 6       | 0       | 6      | 9de       |
| 3   | Linda Bengtzing  | Jag ljuger så bra | Lars "Dille" Diedricson, Martin Hedström, Ingela "Pling" Forsman | 34      | 22      | 56     | 7de       |
| 4   | The Poodles      | Night of Passion  | Robert Olausson, Maiti Alfonzetti, Sonja Aldén, Johan Lyander    | 32      | 66      | 98     | 4de       |
| 5   | Magnus Carlsson  | Lev livet!        | Anders Glenmark, Niklas Strömstedt                               | 19      | 0       | 19     | 8ste      |
| 6   | Rednex           | Mama Take Me Home | Matthews Green, Michael Clauss                                   | 17      | 44      | 61     | 6de       |
| 7   | Carola           | Evighet           | Bobby Ljunggren, Thomas G:son, Henrik Wikström                   | 102     | 132     | 234    | 1ste      |
| 8   | Magnus Bäcklund  | The Name of Love  | Lina Eriksson, Mårten Eriksson                                   | 57      | 11      | 68     | 5de       |
| 9   | Kikki Danielsson | I dag & i morgon  | Thomas G:son, Calle Kindbom                                      | 2       | 0       | 2      | 10de      |
| 10  | BWO              | Temple of Love    | Alexander Bard, Anders Hansson                                   | 92      | 110     | 202    | 2de       |

### Stemming

#### Jury's
| Liedje            | Örebro | Luleå | Falun | Karlstad | Umeå | Norrköping | Göteborg | Sundsvall | Växjö | Malmö | Stockholm | Totaal |
| ----------------- | ------ | ----- | ----- | -------- | ---- | ---------- | -------- | --------- | ----- | ----- | --------- | ------ |
| Sing For Me       | 8      | 12    | 10    | 12       | 12   | 12         | 8        | 10        | 12    | 10    | 6         | 112    |
| Älskar du livet   | -      | -     | -     | -        | -    | -          | 6        | -         | -     | -     | -         | 6      |
| Jag ljuger så bra | 1      | 6     | 6     | 1        | 2    | 6          | 1        | 4         | 2     | 4     | 1         | 34     |
| Night of Passion  | 6      | 2     | 2     | 6        | 1    | 2          | 2        | 1         | 4     | 2     | 4         | 32     |
| Lev livet         | -      | -     | 1     | 4        | 4    | 1          | -        | -         | 1     | -     | 8         | 19     |
| Mama Take Me Home | 4      | 4     | -     | -        | -    | -          | -        | 8         | -     | 1     | -         | 17     |
| Evighet           | 2      | 8     | 12    | 10       | 10   | 10         | 12       | 12        | 8     | 8     | 10        | 102    |
| The Name of Love  | 10     | 1     | 8     | 8        | 8    | 4          | 4        | 2         | 6     | 6     | -         | 57     |
| Idag och imorgon  | -      | -     | -     | -        | -    | -          | -        | -         | -     | -     | 2         | 2      |
| Temple of Love    | 12     | 10    | 4     | 2        | 6    | 8          | 10       | 6         | 10    | 12    | 12        | 92     |

#### Televotes
| Liedje            | Jury | Aantal televotes (%) | Punten | Totaal |
| ----------------- | ---- | -------------------- | ------ | ------ |
| Sing For Me       | 112  | 350 938 (18%)        | 88     | 200    |
| Älskar du livet   | 6    | 83 917 (4%)          | -      | 6      |
| Jag ljuger så bra | 34   | 138 249 (7%)         | 22     | 56     |
| Night of Passion  | 32   | 180 784 (9%)         | 66     | 88     |
| Lev livet         | 19   | 44 825 (2%)          | -      | 19     |
| Mama Take Me Home | 17   | 154 115 (8%)         | 44     | 61     |
| Evighet           | 102  | 437 876 (23%)        | 132    | 234    |
| The Name of Love  | 57   | 101 799 (5%)         | 11     | 69     |
| Idag och imorgon  | 2    | 51 742 (3%)          | -      | 2      |
| Temple of Love    | 92   | 368 907 (19%)        | 110    | 202    |

## In Athene
In de halve finale moest men aantreden als 20ste net na Portugal en voor Estland.
.Aan het einde van de puntentelling was gebleken dat Zweden 4de was geworden met een totaal van 214 punten, dit was ruim voldoende om de finale te halen.
Men ontving 3 keer het maximum van de punten.
België en  Nederland hadden respectievelijk 5 en 4 punten over voor deze inzending.
In de finale moest Carola optreden als 22ste net na Ierland en voor Turkije.
.Aan het einde van de puntentelling was gebleken dat Zweden 5de was geworden met een totaal van 170 punten.
België en  Nederland hadden respectievelijk 5 en 0 punten over voor deze inzending.

### Gekregen punten

#### Halve Finale
| 12 punten                                             | 10 punten                                                                                     | 8 punten                     | 7 punten                                         | 6 punten                                                                    |
| ----------------------------------------------------- | --------------------------------------------------------------------------------------------- | ---------------------------- | ------------------------------------------------ | --------------------------------------------------------------------------- |
| - Denemarken - Malta - Portugal                       | - Finland - IJsland - Noorwegen                                                               | - Andorra - Ierland - Monaco | - Estland - Moldavië - Polen - Slovenië - Spanje | - Armenië - Bosnië en Herzegovina - Israël - Roemenië - Verenigd Koninkrijk |
| 5 punten                                              | 4 punten                                                                                      | 3 punten                     | 2 punten                                         | 1 punt                                                                      |
| - Albanië - België - Letland - Litouwen - Wit-Rusland | - Bulgarije - Duitsland - Kroatië - Nederland - Oekraïne - Servië en Montenegro - Zwitserland | - Rusland                    | - Cyprus                                         | - Noord-Macedonië                                                           |

#### Finale
| 12 punten                                                      | 10 punten                          | 8 punten                                      | 7 punten                                                             | 6 punten                                 |
| -------------------------------------------------------------- | ---------------------------------- | --------------------------------------------- | -------------------------------------------------------------------- | ---------------------------------------- |
|                                                                | - Albanië - Denemarken - Noorwegen | - Andorra - Portugal                          | - Estland - Finland - IJsland - Ierland - Letland - Polen - Slovenië | - Armenië - Malta - Oekraïne - Spanje    |
| 5 punten                                                       | 4 punten                           | 3 punten                                      | 2 punten                                                             | 1 punt                                   |
| - België - Israël - Litouwen - Monaco - Roemenië - Wit-Rusland | - Verenigd Koninkrijk              | - Bosnië en Herzegovina - Frankrijk - Kroatië | - Moldavië - Rusland - Zwitserland                                   | - Noord-Macedonië - Servië en Montenegro |

### Punten gegeven door Zweden

#### Halve Finale
Punten gegeven in de halve finale:
| 12 punten | Finland               |
| 10 punten | Bosnië en Herzegovina |
| 8 punten  | Estland               |
| 7 punten  | Rusland               |
| 6 punten  | IJsland               |
| 5 punten  | België                |
| 4 punten  | Litouwen              |
| 3 punten  | Armenië               |
| 2 punten  | Albanië               |
| 1 punt    | Ierland               |

#### Finale
Punten gegeven in de finale:
| 12 punten | Finland               |
| 10 punten | Bosnië en Herzegovina |
| 8 punten  | Denemarken            |
| 7 punten  | Rusland               |
| 6 punten  | Roemenië              |
| 5 punten  | Ierland               |
| 4 punten  | Griekenland           |
| 3 punten  | Litouwen              |
| 2 punten  | Noorwegen             |
| 1 punt    | Oekraïne              |